# علی بن احمد سیفی
حکیم علی فرزند احمد سیفی نیشابوری، از شاعران و نثرنویسان ایرانی نیمۀ دوم قرن ششم هجری قمری بوده‌است. 

## درباره او
- «در نظم و نثر قولش سیف قاطع و نظمش بدر ساطع» .
  - هدایت در مجمع الفصحا